# 埼玉県道186号毛呂停車場鎌北湖線

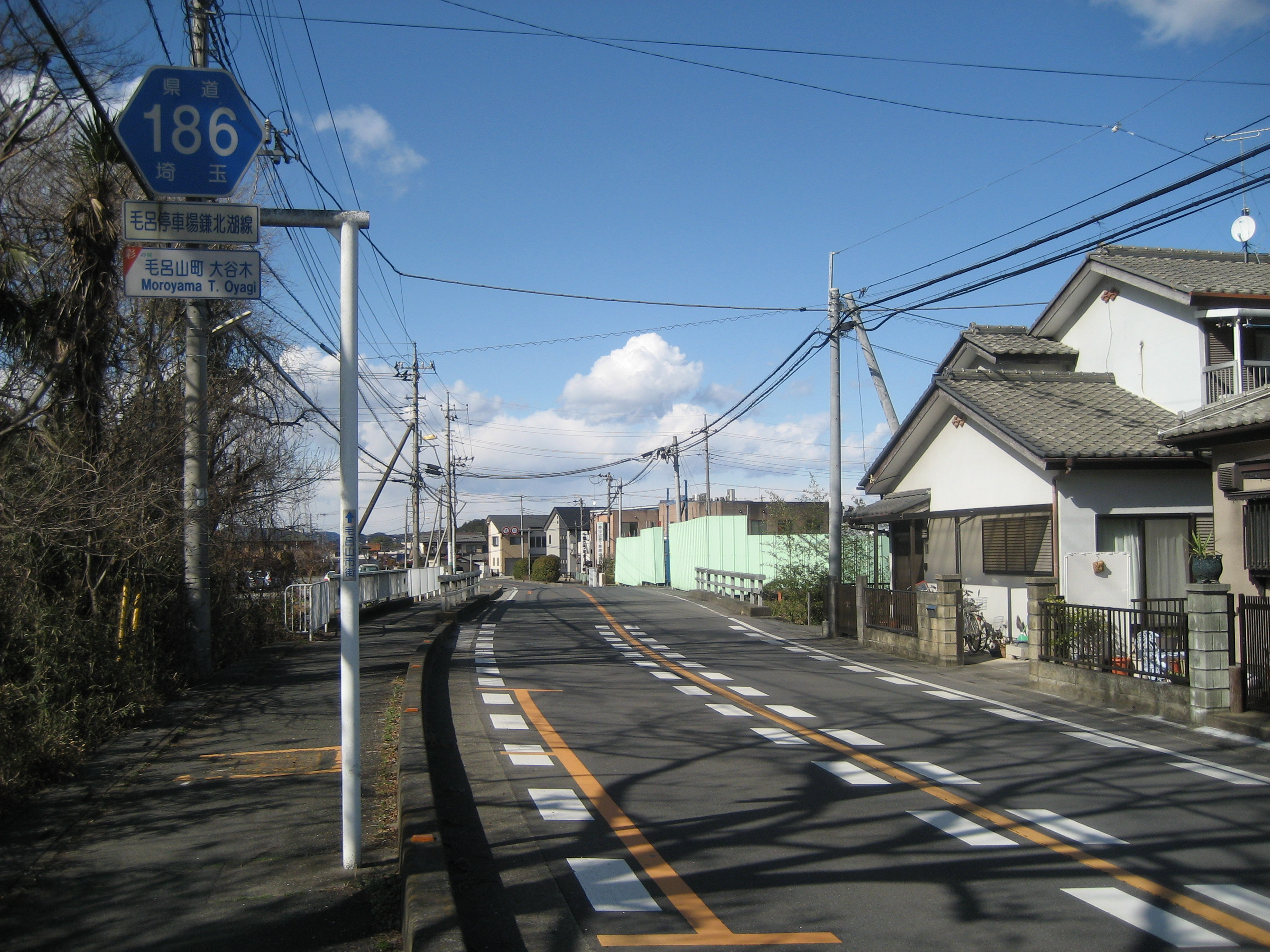
毛呂山町内

埼玉県道186号毛呂停車場鎌北湖線（さいたまけんどう186ごう もろていしゃじょうかまきたこせん）は、埼玉県入間郡毛呂山町のJR毛呂駅西口から鎌北湖までを結ぶ一般県道で、全区間片側1車線となっている。

## 起点・終点
- 起点：埼玉県毛呂山町毛呂本郷　JR毛呂駅西口
- 終点：埼玉県毛呂山町大谷木　鎌北湖前

## 通過する自治体
- 埼玉県
  - 毛呂山町

## 地理
- 毛呂山台地の平坦な地形から、奥武蔵への山道となる。途中までは、JR八高線とほぼ併走する。

## 重複する区間
- 埼玉県道30号飯能寄居線（毛呂山町医大前交差点 - 鎌北湖入口交差点）

## 交差する道路
- 埼玉県道30号飯能寄居線（毛呂山町毛呂本郷 - 小田谷）

## 交通量
埼玉県道30号飯能寄居線との重複部分は多いが、それ以外の毛呂駅 - 医大前交差点間および鎌北湖入口交差点 - 鎌北湖間はそれほど多くない。しかし、鎌北湖入口交差点 - 毛呂山総合公園の間は工場等が多いため、トラックが多い。また、毛呂駅前は商店街にもなっているため、車はほとんど見られない。

## 沿線の施設
- JR八高線 毛呂駅
- 埼玉医科大学
- 毛呂山総合公園
- 鎌北湖

## ギャラリー

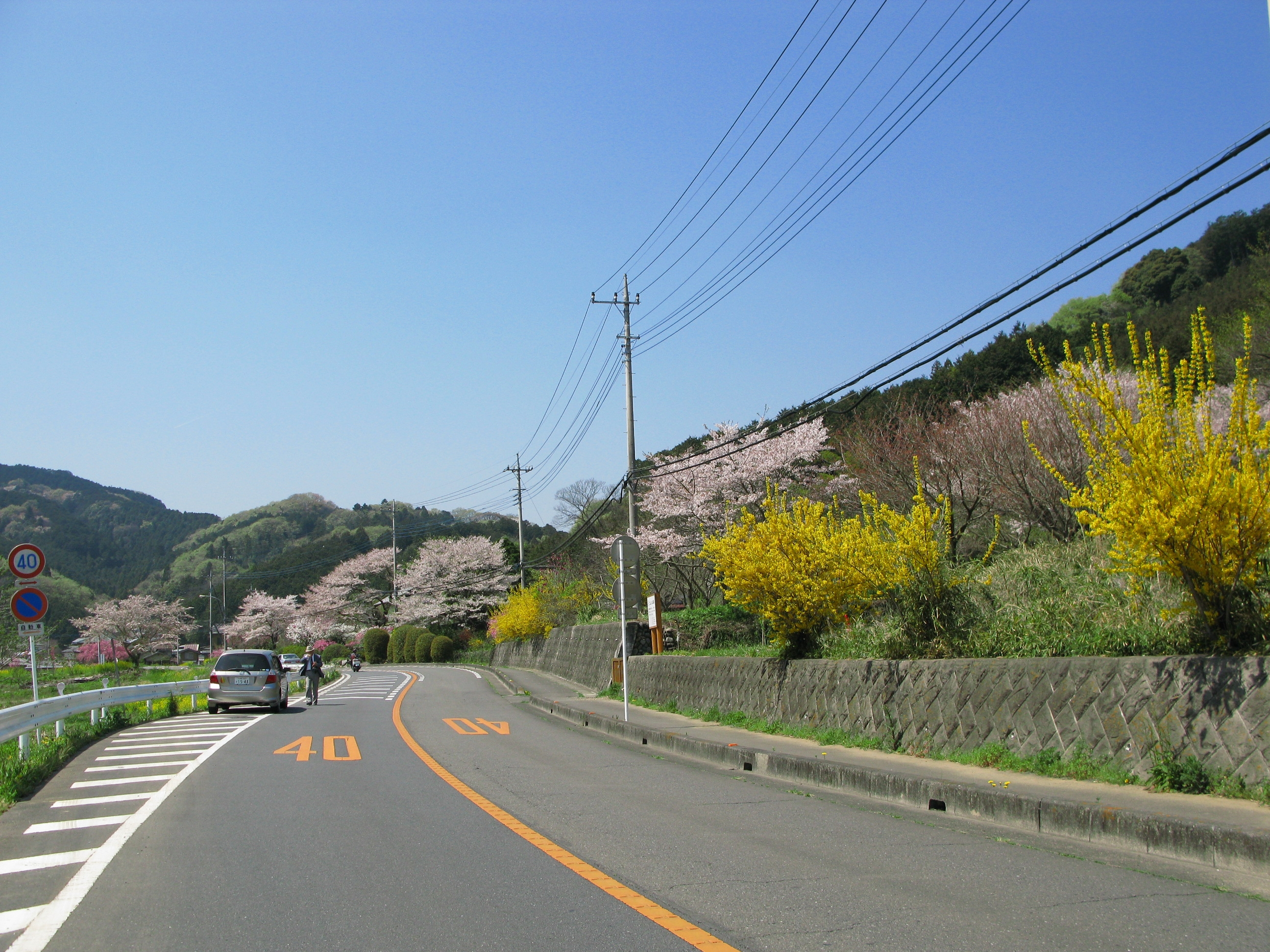
大谷木地区（2010年4月）
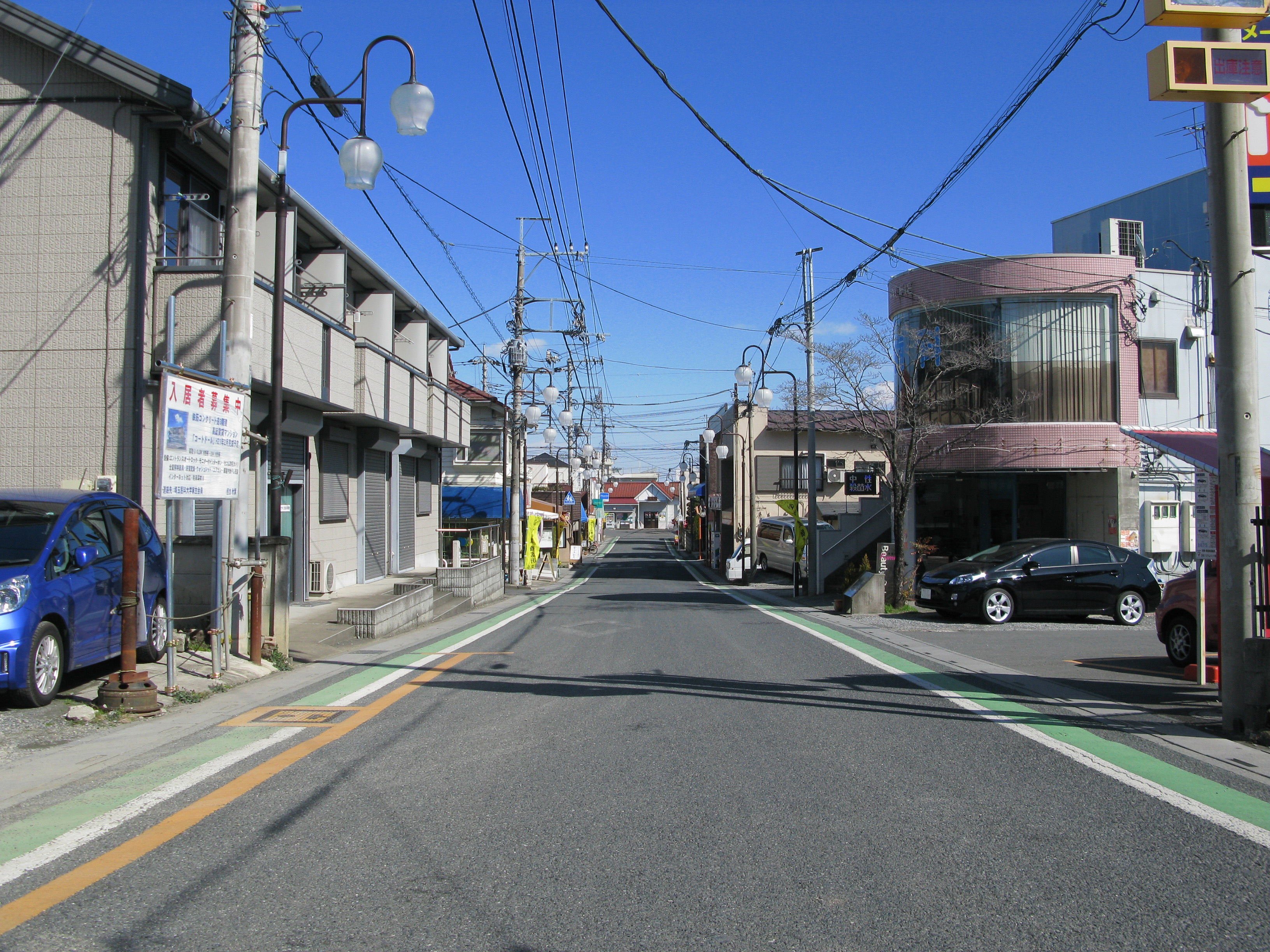
県道30号線毛呂山町医大前交差点の側からみた県道186号線。写真奥が毛呂駅。
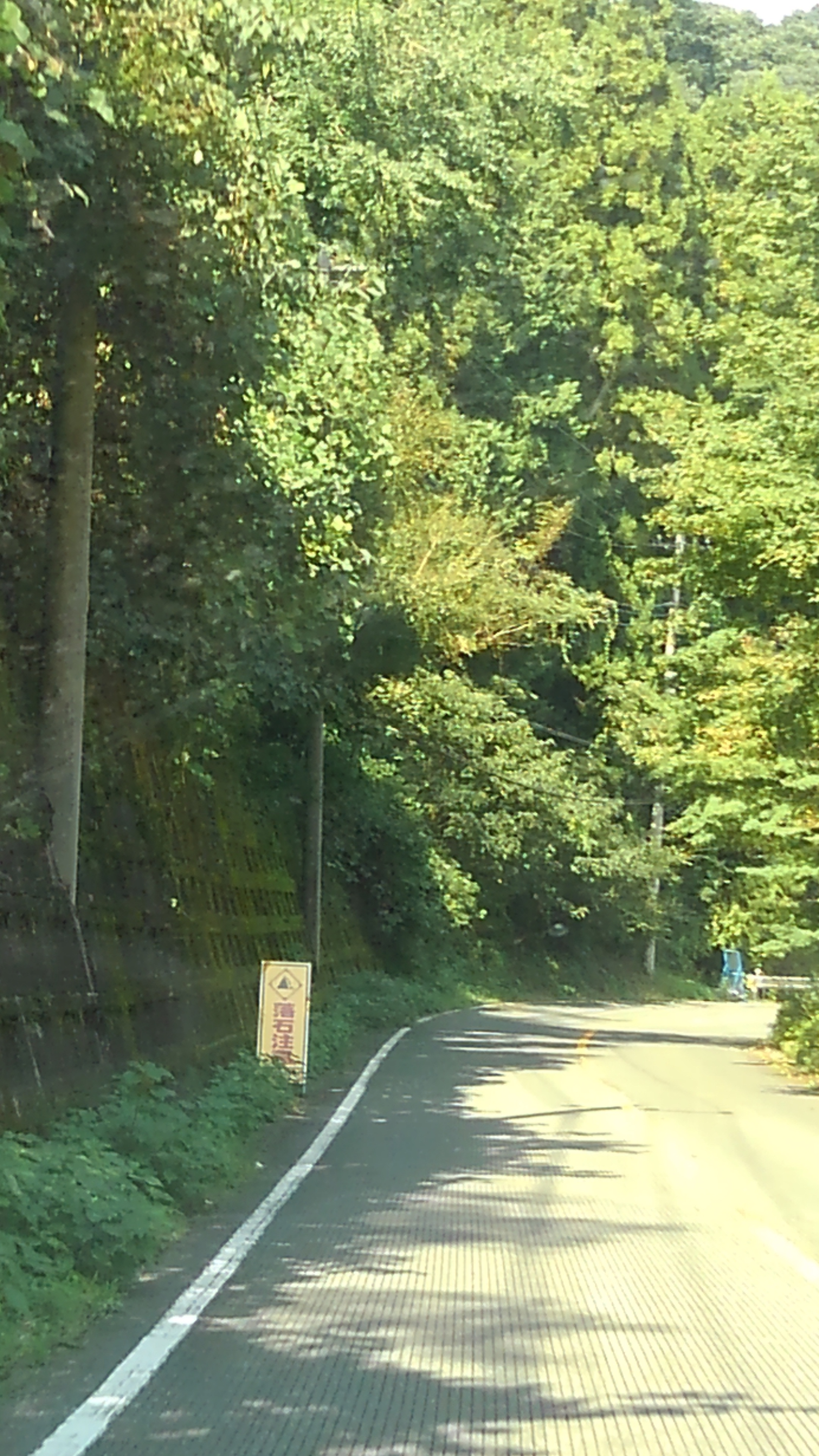
大谷木地区、「落石注意」の看板有
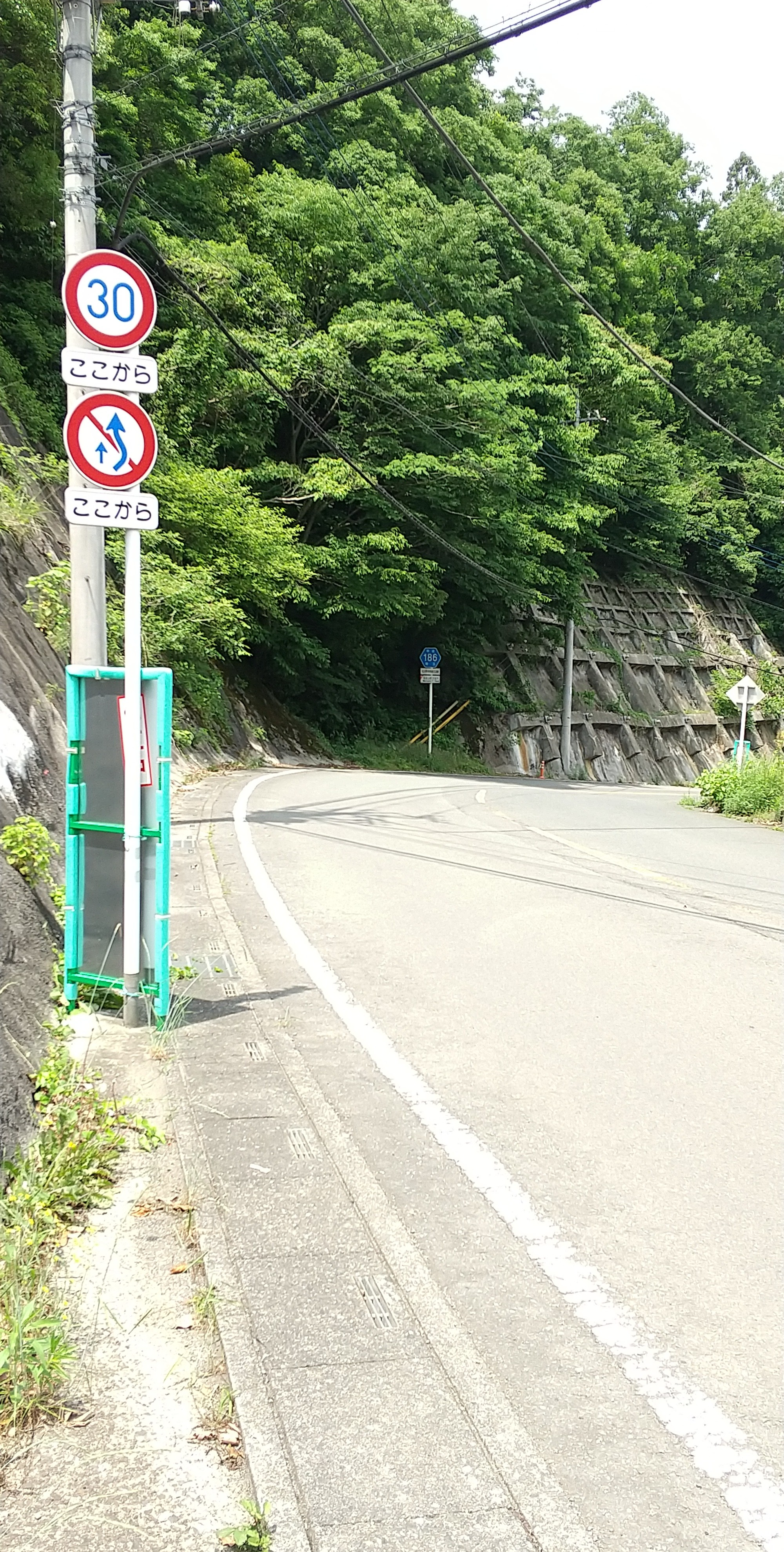
大谷木地区、終点付近